# Język cèmuhî
Język cèmuhî  (a. cemuhî, camuhi, camuki, cemuhi, tyamuhi), także: wagap, tie, touho – język austronezyjski używany przez grupę ludności w Prowincji Północnej w Nowej Kaledonii. Według danych z 2009 roku posługuje się nim 2600 osób.
Wyróżnia się swoim tonalnym charakterem, podobnie jak pobliski język paicî.
Jest zapisywany alfabetem łacińskim. Badaniem tego języka zajmował się Jean-Claude Rivierre, autor opracowania gramatycznego (1980) i słownika (1994) .